# Койбаков, Талгат Мамыртаевич
Талгат Мамыртаевич Койбаков (род. 2 октября 1963, уч. Тапа, Чуский район, Джамбульская область, КазССР) — Главнокомандующий Сухопутными войсками Вооружённых сил Республики Казахстан, генерал-лейтенант (2023).

## Биография
Родился 2 октября 1963 года в уч. Тапа Чуского района Джамбулской области. Происходит из рода сикым племени дулат.
В 1985 году окончил Алма-Атинское высшее общевойсковое командное училище.
Офицерскую службу начал командиром взвода в Южной группе войск. С июля 1989 по июнь 1992 года — командир взвода Туркестанского военного округа.
С июня 1992 по декабрь 2000 года — служба на различных офицерских должностях в Республиканской гвардии.
С декабря 2000 по январь 2001 года — заместитель командира мотострелковой дивизии.
С января 2001 по ноябрь 2002 года — командир отдельной гвардейской десантно-штурмовой бригады.
В 2002 году окончил Военную академию Вооруженных Сил РК (заочно).
С ноября 2002 по август 2005 года — командир мотострелковой дивизии.
С августа 2005 по январь 2006 года — заместитель начальника управления боевой подготовки Департамента оперативного планирования Комитета начальников штабов Министерства обороны Республики Казахстан.
С января 2006 по сентябрь 2007 года — Первый заместитель командующего войсками Регионального командования-начальник штаба управления командующего регионального командования «Астана».
С сентября 2007 по ноябрь 2007 года — Заместитель командующего войсками Регионального командования-начальник штаба управления командующего регионального командования «Юг».
С ноября 2007 по июль 2009 года — Первый заместитель командующего войсками Регионального командования-начальник штаба управления командующего регионального командования «Юг».
С июля 2009 по июль 2011 года — слушатель Военной академии ГШ ВС РФ.
В 2011 году закончил Военную академию ГШ ВС РФ (с отличием).
С июля 2011 по февраль 2012 года — Начальник Департамента боевой подготовки и службы войск КНШ МО РК.
С феврале 2012 по июнь 2016 года — командующий войсками Регионального командования «Юг».
С 6 июня 2016 года — заместитель главнокомандующего Сухопутными войсками (по боевой подготовке) — начальником главного управления боевой подготовки Управления главнокомандующего Сухопутными войсками Вооруженных Сил Республики Казахстан..
С 2017 — первый заместитель главнокомандующего сухопутными войсками Вооруженных Сил РК – начальник главного штаба.
С 5 ноября 2020 года — назначен главнокомандующим сухопутными войсками Вооруженных Сил Республики Казахстан.
Указом президента Казахстана Касым-Жомарта Токаева 5 мая 2023 года присвоено воинское звание генерал-лейтенант.

## Награды
- Орден «Данк» 2 степени (2013)
- Медаль «Астана»
- Юбилейные медали
- Медали за выслугу лет
- Нагрудный знак МЧС РК «Төтенше жағдайлар жүйесіне еңбегі сіңген қызметкер» III степени (01.2008)